# Gary Franklin
Gary Franklin, född 22 september 1928, död 2 oktober 2007, var en välkänd tysk-amerikansk filmkritiker baserad i Los Angeles, Kalifornien. Franklin arbetade på flera television- och radiostationer under sin karriär, men främst aktiv och förknippad är han med KABC-TV. Han använde en 1-10-betygskala (10 var bäst) för hans filmrecensioner.
Gary Franklin föddes i en judisk familj i Leipzig, Tyskland den 22 september 1928. Hans familj flyttade till USA 1938 för att fly undan nazisternas förintelse. Franklin belönades med kandidatexamen i film för sina studier vid City College of New York. Han arbetade som kameraman för U.S. Army under Koreakriget. Han började arbeta med dokumentärer i New York och Kanada då han återvänt till USA från kriget.
Franklin påbörjade sin reporterkarriär med sitt första sändningsjobb i Virginia 1954. Han blev senare filmrecensent där han betygsatte filmerna på en skala 1-10, kallad "Franklinskalan".
Gary Franklin drabbades av fyra separata slaganfall under sina sista år i livet. Han avled den 2 oktober 2007 i sitt hem i Chatsworth, Kalifornien vid 79 års ålder.